# Mademoiselle de Bois-Dauphin
Mademoiselle de Bois-Dauphin est un roman de Roger Chauviré paru le 22 septembre 1932 aux éditions Flammarion et ayant reçu l'année suivante le Grand prix du roman de l'Académie française.

## Résumé
Ce roman raconte les aventures et les malheurs d'une jeune fille de la noblesse paysanne dans la région nantaise.

## Éditions
- Mademoiselle de Bois-Dauphin, éditions Flammarion, 1932.